# タイワンツクバネウツギ
タイワンツクバネウツギ（台湾衝羽根空木、学名：Abelia chinensis var. ionandra ）は、スイカズラ科ツクバネウツギ属の半常緑の低木。主に中国大陸に分布する Abelia chinensis を基本種とする変種。

## 特徴
樹高は1mになり、密に分枝する。樹皮は灰褐色で、縦に裂け目ができる。若い枝には開出した短毛が密生する。葉は対生し、葉柄は長さ1-3mmになり、葉身は長さ7-20mm、幅3-10mmの菱状卵形、卵形、長楕円形で、縁に2-3対の低い鋸歯があるかまたは全縁となる。葉の表面は短毛がまばらに生えるか無毛で、裏面には毛は無い。
花期は7-9月。花序は枝先や腋から2-3花の集散花序をつけるが、枝先では密な短い円錐花序になり多くの花をつける。花柄状の下位子房は、長さ3-5mmの円柱形で、縦に稜がありわずかに毛が生える。萼片は5個ありほぼ同長、裂片は長さ3-4mmのさじ形で、先は鈍頭または鋭頭で基部は次第に細くなる。花冠は長さ5-10mmになる漏斗形で、白色、先は5裂し、芳香がある。雄蕊は4個あり、花冠より長く突き出る。雌蕊は花冠よりわずかに突出する。果実は長さ4-4.5mmになる細長い紡錘形の痩果で、ツクバネ状の萼片が残り、10-11月に熟す。

## 分布と生育環境
日本では、奄美大島、沖縄本島、石垣島に分布し、海岸や山地の岩地にまれに生育する。ときに露出した岩地や石灰岩地に生育する。日本以外では台湾に分布する。

## 保全状況評価
絶滅危惧IA類 (CR)（環境省レッドリスト）
（2015年環境省レッドリスト）

## 近縁種
本種の基本種である Abelia chinensis と、同じ中国大陸に分布する Abelia uniflora の交雑に由来する栽培種のハナゾノツクバネウツギがある。別名、ハナツクバネウツギ、ハナツクバネともいい、ふつう、アベリアと呼ばれ、公園や庭園に植栽され、生け垣などに利用される。花は白色ときにピンク色を帯び、萼片は2-5個ある。花期は6-11月と長い。
- ハナゾノツクバネウツギ  Abelia × grandiflora (Rovelli ex André) Rehder[5]

## ギャラリー
- 樹高は低く、密に分枝する。
- 栽培種のハナゾノツクバネウツギ（アベリア）